# Sean Forbes
Sean Forbes (Detroit, 5 febbraio 1982) è un rapper statunitense, membro della comunità sorda, soprannominato Deaf Rapper, la sua musica è l'hip hop e il rap.

## Biografia
Cresciuto con la sordità. Proviene da una famiglia di sordi. Ha la passione per le musiche di Eminem che ha tradotto in ASL le canzoni di rap.

## Carriera
Lanciato da uno show da Marlee Matlin nel 2002. Le sue canzoni sono accompagnate in lingua dei segni americana.

## Premi e riconoscimenti
- Detroit Music Awards - Outstanding Hip-Hop Artist/Group (2013)
- Detroit Music Awards - Outstanding Hip-Hop Artist/Group (2018)
- Detroit Music Awards - Outstanding Rap MC (2019)[5]

## Discografia
Le canzoni sono in lingua dei segni americana (ASL)
- I’m Deaf (2010)
- Let's Mambo (2011)
- Hammer (2011)
- Perfect Imperfection (2012)
- Deaf And Loud (2013)
- Two Blown Speakers (2017)
- Little Victories (2020)